# Gymnodoris okinawae
Gymnodoris okinawae is een slakkensoort uit de familie van de Polyceridae. De wetenschappelijke naam van de soort is voor het eerst geldig gepubliceerd in 1936 door Baba.